# Phase finale de la Ligue Europa 2023-2024
Pour un article plus général, voir Ligue Europa 2023-2024.
Navigation
Phase de groupes Finale
La phase finale de l'édition 2023-2024 de la Ligue Europa commence le 15 février 2023 avec la phase aller des barrages et se termine le 22 mai 2024 avec la finale au Aviva Stadium de Dublin afin de décider du vainqueur de la compétition.
Un total de vingt-quatre équipes y prend part.

## Calendrier
Tous les tirages au sort ont lieu au quartier général de l'UEFA à Nyon en Suisse.
| Phase                                                  | Tirage au sort                | Date aller                    | Date retour                   | Équipes participantes  |
| ------------------------------------------------------ | ----------------------------- | ----------------------------- | ----------------------------- | ---------------------- |
| Barrages                                               | 18 décembre 2023              | 15 février 2024               | 22 février 2024               | 16 (8 + 8)             |
| Huitièmes de finale                                    | 23 février 2024               | 7 mars 2024                   | 14 mars 2024                  | 16 (8 + 8 barragistes) |
| Quarts de finale                                       | 17 mars 2024                  | 11 avril 2024                 | 18 avril 2024                 | 8                      |
| Demi-finales                                           | 17 mars 2024                  | 2 mai 2024                    | 9 mai 2024                    | 4                      |
| Finale                                                 | mercredi 22 mai 2024 à Dublin | mercredi 22 mai 2024 à Dublin | mercredi 22 mai 2024 à Dublin | 2                      |
| en italique : clubs repêchés de la Ligue des champions |                               |                               |                               |                        |

## Équipes qualifiées
Lisbonne
SL Benfica
Sporting CP

Prague
Slavia Prague
Sparta Prague

## Barrages de la phase à élimination directe
Les deuxièmes de la phase de groupes de la Ligue Europa, rejoints par les huit équipes ayant terminé troisièmes de leur groupe en Ligue des champions, participent aux barrages de la phase à élimination directe de la Ligue Europa. Les huit premiers de la phase de groupes de la Ligue Europa, quant à eux, commencent leur phase finale par les huitièmes de finale.
Deux équipes d'une même association nationale ne peuvent pas se rencontrer en barrage. Le tirage au sort a lieu le 18 décembre 2023 à Nyon. Les deuxièmes de groupe, têtes de série, jouent leur match retour à domicile.
| Groupe | 2e de groupe           | 3e de groupe de Ligue des champions |
| ------ | ---------------------- | ----------------------------------- |
| A      | SC Fribourg            | Galatasaray SK                      |
| B      | Olympique de Marseille | RC Lens                             |
| C      | Sparta Prague          | SC Braga                            |
| D      | Sporting CP            | SL Benfica                          |
| E      | Toulouse FC            | Feyenoord Rotterdam                 |
| F      | Stade rennais FC       | AC Milan                            |
| G      | AS Rome                | BSC Young Boys                      |
| H      | Qarabağ FK             | Chakhtar Donetsk                    |

Les matchs aller se jouent le 15 février 2024 tandis que les matchs retour se déroulent le 22 février 2024. Les clubs repéchés de la ligue des champions joueront le match aller à domicile. Les clubs ayant fini 2ème des groupes de Ligue Europa joueront le match retour à domicile.
| Équipe              | Aller | Total             | Retour   | Équipe                 |
| ------------------- | ----- | ----------------- | -------- | ---------------------- |
| Feyenoord Rotterdam | 1 - 1 | 2 - 2 (2 - 3 tab) | 1 - 1    | AS Rome                |
| AC Milan            | 3 - 0 | 5 - 3             | 2 - 3    | Stade rennais FC       |
| RC Lens             | 0 - 0 | 2 - 3             | 2 - 3 ap | SC Fribourg            |
| BSC Young Boys      | 1 - 3 | 2 - 4             | 1 - 1    | Sporting CP            |
| SL Benfica          | 2 - 1 | 2 - 1             | 0 - 0    | Toulouse FC            |
| SC Braga            | 2 - 4 | 5 - 6             | 3 - 2 ap | Qarabağ FK             |
| Galatasaray SK      | 3 - 2 | 4 - 6             | 1 - 4    | Sparta Prague          |
| Chakhtar Donetsk    | 2 - 2 | 3 - 5             | 1 - 3    | Olympique de Marseille |

| 15 février 2024 | Feyenoord Rotterdam                  | 1 - 1   | AS Rome                  | Stade Feijenoord, Rotterdam                                                 |                                                                             |
| 18h45 CET       | ( Hartman) Paixão 45+1e              | (1 - 0) | 67e Lukaku (Spinazzola ) | Spectateurs : 43 235 Arbitrage : Radu Petrescu Arbitre vidéo : Cătălin Popa | Spectateurs : 43 235 Arbitrage : Radu Petrescu Arbitre vidéo : Cătălin Popa |
| 18h45 CET       | Beelen 14e · Minteh 35e · Stengs 69e | Rapport | 46e Llorente · 86e Bove  | Spectateurs : 43 235 Arbitrage : Radu Petrescu Arbitre vidéo : Cătălin Popa | Spectateurs : 43 235 Arbitrage : Radu Petrescu Arbitre vidéo : Cătălin Popa |

| 22 février 2024 | AS Rome                                         | 1 - 1 ap              | Feyenoord Rotterdam                                       | Stade olympique, Rome                                                                            |                                                                                                  |
| 21h00 CET       | ( El Shaarawy) Pellegrini 15e                   | (1 - 1, 1 - 1, 1 - 1) | 5e Giménez                                                | Spectateurs : 67 293 Arbitrage : Jesús Gil Manzano Arbitre vidéo : Alejandro Hernández Hernández | Spectateurs : 67 293 Arbitrage : Jesús Gil Manzano Arbitre vidéo : Alejandro Hernández Hernández |
| 21h00 CET       | Spinazzola 17e · Paredes 26e · Ndicka 103e      | Rapport               | 27e Geertruida · 66e Hancko · 90e Timber · 107e Wieffer · | Spectateurs : 67 293 Arbitrage : Jesús Gil Manzano Arbitre vidéo : Alejandro Hernández Hernández | Spectateurs : 67 293 Arbitrage : Jesús Gil Manzano Arbitre vidéo : Alejandro Hernández Hernández |
| 21h00 CET       | Paredes · Lukaku · Cristante · Aouar · Zalewski | Tirs au but 4 - 2     | Ueda · Hancko · Jahanbakhsh · Hartman                     | Spectateurs : 67 293 Arbitrage : Jesús Gil Manzano Arbitre vidéo : Alejandro Hernández Hernández | Spectateurs : 67 293 Arbitrage : Jesús Gil Manzano Arbitre vidéo : Alejandro Hernández Hernández |

| 15 février 2024 | AC Milan                                                         | 3 - 0   | Stade rennais FC | Stade San Siro, Milan                                                             |                                                                                   |
| 21h00 CET       | ( Florenzi) ( Kjær) Loftus-Cheek 32e 47e · ( Hernandez) Leão 53e | (1 - 0) |                  | Spectateurs : 69 021 Arbitrage : Nikola Dabanović Arbitre vidéo : Nejc Kajtazovic | Spectateurs : 69 021 Arbitrage : Nikola Dabanović Arbitre vidéo : Nejc Kajtazovic |
| 21h00 CET       |                                                                  | Rapport | 87e Nagida       | Spectateurs : 69 021 Arbitrage : Nikola Dabanović Arbitre vidéo : Nejc Kajtazovic | Spectateurs : 69 021 Arbitrage : Nikola Dabanović Arbitre vidéo : Nejc Kajtazovic |

| 22 février 2024 | Stade rennais FC                                   | 3 - 2   | AC Milan                          | Roazhon Park, Rennes                                                         |                                                                              |
| 18h45 CET       | ( Santamaria) Bourigeaud 11e 54e (pen.) 68e (pen.) | (1 - 1) | 22e Jović (Hernandez ) · 58e Leão | Spectateurs : 28 320 Arbitrage : João Pinheiro Arbitre vidéo : Tiago Martins | Spectateurs : 28 320 Arbitrage : João Pinheiro Arbitre vidéo : Tiago Martins |
| 18h45 CET       | Gouiri 69e                                         | Rapport | 53e Florenzi · 79e Maignan        | Spectateurs : 28 320 Arbitrage : João Pinheiro Arbitre vidéo : Tiago Martins | Spectateurs : 28 320 Arbitrage : João Pinheiro Arbitre vidéo : Tiago Martins |

| 15 février 2024 | RC Lens                           | 0 - 0   | SC Fribourg | Stade Bollaert-Delelis, Lens                                                           |                                                                                        |
| 21h00 CET       |                                   | (0 - 0) |             | Spectateurs : 38 194 Arbitrage : Bartosz Frankowski Arbitre vidéo : Tomasz Kwiatkowski | Spectateurs : 38 194 Arbitrage : Bartosz Frankowski Arbitre vidéo : Tomasz Kwiatkowski |
| 21h00 CET       | Gradit 38e · Danso 42e · Saïd 81e | Rapport | 90e Philipp | Spectateurs : 38 194 Arbitrage : Bartosz Frankowski Arbitre vidéo : Tomasz Kwiatkowski | Spectateurs : 38 194 Arbitrage : Bartosz Frankowski Arbitre vidéo : Tomasz Kwiatkowski |

| 22 février 2024 | SC Fribourg                                 | 3 - 2 ap              | RC Lens                                                                                | Stadion am Wolfswinkel, Fribourg-en-Brisgau                                     |                                                                                 |
| 18h45 CET       | Sallai 67e 90+2e · ( Höler) Gregoritsch 99e | (0 - 2, 2 - 2, 3 - 2) | 28e Pereira da Costa · 45+2e Wahi                                                      | Spectateurs : 34 700 Arbitrage : Rade Obrenovič Arbitre vidéo : Nejc Kajtazovic | Spectateurs : 34 700 Arbitrage : Rade Obrenovič Arbitre vidéo : Nejc Kajtazovic |
| 18h45 CET       | Höler 43e · Kübler 62e                      | Rapport               | 65e Frankowski · 67e Sotoca · 95e Fulgini · 105+3e Medina · 120+2e Saïd · 120+2e Samba | Spectateurs : 34 700 Arbitrage : Rade Obrenovič Arbitre vidéo : Nejc Kajtazovic | Spectateurs : 34 700 Arbitrage : Rade Obrenovič Arbitre vidéo : Nejc Kajtazovic |

| 15 février 2024 | BSC Young Boys                                       | 1 - 3   | Sporting CP                                                      | Stade du Wankdorf, Berne                                                      |                                                                               |
| 18h45 CET       | Ugrinic 42e                                          | (1 - 2) | 31e (csc) Amenda · 41e (pen.) Gyökeres · 48e Inácio (Gonçalves ) | Spectateurs : 31 500 Arbitrage : Benoît Bastien Arbitre vidéo : Benoît Millot | Spectateurs : 31 500 Arbitrage : Benoît Bastien Arbitre vidéo : Benoît Millot |
| 18h45 CET       | Camara 22e, 89e · Colley 40e · Łakomy 53e · Elia 89e | Rapport |                                                                  | Spectateurs : 31 500 Arbitrage : Benoît Bastien Arbitre vidéo : Benoît Millot | Spectateurs : 31 500 Arbitrage : Benoît Bastien Arbitre vidéo : Benoît Millot |

| 22 février 2024 | Sporting CP             | 1 - 1   | BSC Young Boys                  | Estádio José Alvalade XXI, Lisbonne                                              |                                                                                  |
| 21h00 CET       | ( Trincão) Gyökeres 13e | (1 - 0) | 84e (pen.) Ganvoula             | Spectateurs : 29 393 Arbitrage : Ivan Kružliak Arbitre vidéo : Christian Dingert | Spectateurs : 29 393 Arbitrage : Ivan Kružliak Arbitre vidéo : Christian Dingert |
| 21h00 CET       |                         | Rapport | 87e Amenda · 90+4e Lustenberger | Spectateurs : 29 393 Arbitrage : Ivan Kružliak Arbitre vidéo : Christian Dingert | Spectateurs : 29 393 Arbitrage : Ivan Kružliak Arbitre vidéo : Christian Dingert |

| 15 février 2024 | SL Benfica                       | 2 - 1   | Toulouse FC                                                                                       | Estádio da Luz, Lisbonne                                                       |                                                                                |
| 21h00 CET       | Di María 68e (pen.) 90+8e (pen.) | (0 - 0) | 75e Desler (Dallinga )                                                                            | Spectateurs : 56 553 Arbitrage : Donatas Rumšas Arbitre vidéo : Pol van Boekel | Spectateurs : 56 553 Arbitrage : Donatas Rumšas Arbitre vidéo : Pol van Boekel |
| 21h00 CET       | Kökçü 90+2e                      | Rapport | 37e Spierings · 43e Desler · 57e Restes · 90+2e Skyttä · 90+2e, 90+6e Mawissa Elebi · 90+7e Magri | Spectateurs : 56 553 Arbitrage : Donatas Rumšas Arbitre vidéo : Pol van Boekel | Spectateurs : 56 553 Arbitrage : Donatas Rumšas Arbitre vidéo : Pol van Boekel |

| 22 février 2024 | Toulouse FC                          | 0 - 0   | SL Benfica | Stadium, Toulouse                                                                   |                                                                                     |
| 18h45 CET       |                                      | (0 - 0) |            | Spectateurs : 31 810 Arbitrage : Maurizio Mariani Arbitre vidéo : Aleandro Di Paolo | Spectateurs : 31 810 Arbitrage : Maurizio Mariani Arbitre vidéo : Aleandro Di Paolo |
| 18h45 CET       | Dønnum 15e · Suazo 74e · Kamanzi 83e | Rapport | 84e Bah    | Spectateurs : 31 810 Arbitrage : Maurizio Mariani Arbitre vidéo : Aleandro Di Paolo | Spectateurs : 31 810 Arbitrage : Maurizio Mariani Arbitre vidéo : Aleandro Di Paolo |

| 15 février 2024 | SC Braga                          | 2 - 4   | Qarabağ FK                                                               | Stade municipal, Braga                                                      |                                                                             |
| 21h00 CET       | Banza 44e · Moutinho 90+1e (pen.) | (1 - 1) | 21e (pen.) Janković · 54e 69e Zoubir (Bayramov ) · 65e Juninho (Zoubir ) | Spectateurs : 12 122 Arbitrage : Morten Krogh Arbitre vidéo : Rob Dieperink | Spectateurs : 12 122 Arbitrage : Morten Krogh Arbitre vidéo : Rob Dieperink |
| 21h00 CET       | Ruiz 45+2e                        | Rapport | 30e Silva · 76e Romão                                                    | Spectateurs : 12 122 Arbitrage : Morten Krogh Arbitre vidéo : Rob Dieperink | Spectateurs : 12 122 Arbitrage : Morten Krogh Arbitre vidéo : Rob Dieperink |

| 22 février 2024 | Qarabağ FK                                                                          | 2 - 3 ap              | SC Braga                                                          | Stade Tofiq-Béhramov, Bakou                                                     |                                                                                 |
| 18h45 CET       | Silva 102e · ( Guseynov) Akhundzade 120+2e                                          | (0 - 0, 0 - 2, 1 - 2) | 70e Fernandes (Bruma ) · 83e Djaló (Bruma ) · 115e (pen.) Banza   | Spectateurs : 31 200 Arbitrage : Georgi Kabakov Arbitre vidéo : Ivaylo Stoyanov | Spectateurs : 31 200 Arbitrage : Georgi Kabakov Arbitre vidéo : Ivaylo Stoyanov |
| 18h45 CET       | Romão 35e · Cafarguliyev 53e, 57e · Bayramov 85e · Vešović 90+1e · Mustafazadə 111e | Rapport               | 55e Gómez · 86e Oliveira · 100e Djaló · 110e Ndour · 120+3e Banza | Spectateurs : 31 200 Arbitrage : Georgi Kabakov Arbitre vidéo : Ivaylo Stoyanov | Spectateurs : 31 200 Arbitrage : Georgi Kabakov Arbitre vidéo : Ivaylo Stoyanov |

| 15 février 2024 | Galatasaray SK                                                          | 3 - 2   | Sparta Prague                                            | Ali Sami Yen Spor Kompleksi, Istanbul                                                                  | |
| 18h45 CET       | ( Icardi) Demirbay 19e · ( Icardi) Mertens 61e · ( Yılmaz) Icardi 90+1e | (1 - 0) | 47e Preciado (Kairinen ) · 65e Kuchta (Preciado )        | Spectateurs : 46 583 Arbitrage : Alejandro Hernández Hernández Arbitre vidéo : Carlos del Cerro Grande | Spectateurs : 46 583 Arbitrage : Alejandro Hernández Hernández Arbitre vidéo : Carlos del Cerro Grande |
| 18h45 CET       | Yılmaz 47e · Nelsson 62e · Aktürkoğlu 82e                               | Rapport | 41e Laçi · 50e, 80e Ryneš · 79e Birmančević · 82e Krejčí | Spectateurs : 46 583 Arbitrage : Alejandro Hernández Hernández Arbitre vidéo : Carlos del Cerro Grande | Spectateurs : 46 583 Arbitrage : Alejandro Hernández Hernández Arbitre vidéo : Carlos del Cerro Grande |

| 22 février 2024 | Sparta Prague                                                                              | 4 - 1   | Galatasaray SK                                        | Stade Letná, Prague                                                            |                                                                                |
| 21h00 CET       | ( Kairinen) Preciado 8e · ( Zelený) Tuci 74e · ( Tuci) Haraslín 80e · ( Laçi) Kuchta 90+6e | (1 - 1) | 16e Bardakcı (Sánchez )                               | Spectateurs : 18 250 Arbitrage : Anthony Taylor Arbitre vidéo : Stuart Attwell | Spectateurs : 18 250 Arbitrage : Anthony Taylor Arbitre vidéo : Stuart Attwell |
| 21h00 CET       | Sørensen 31e · Kuchta 76e · Preciado 85e                                                   | Rapport | 22e Demirbay · 24e Kutlu · 68e Ayhan · 90+7e Vinícius | Spectateurs : 18 250 Arbitrage : Anthony Taylor Arbitre vidéo : Stuart Attwell | Spectateurs : 18 250 Arbitrage : Anthony Taylor Arbitre vidéo : Stuart Attwell |

| 15 février 2024 | Chakhtar Donetsk                                           | 2 - 2   | Olympique de Marseille                | Hamburg Arena, Hambourg                                                        |                                                                                |
| 18h45 CET       | Matviyenko 68e · ( Zubkov) Eguinaldo 90+3e                 | (0 - 0) | 64e Aubameyang (Clauss ) · 90e Ndiaye | Spectateurs : 28 790 Arbitrage : Erik Lambrechts Arbitre vidéo : Dennis Higler | Spectateurs : 28 790 Arbitrage : Erik Lambrechts Arbitre vidéo : Dennis Higler |
| 18h45 CET       | Konoplia 49e · Zubkov 78e · Eguinaldo 90+3e · Bondar 90+5e | Rapport | 27e Balerdi                           | Spectateurs : 28 790 Arbitrage : Erik Lambrechts Arbitre vidéo : Dennis Higler | Spectateurs : 28 790 Arbitrage : Erik Lambrechts Arbitre vidéo : Dennis Higler |

| 22 février 2024 | Olympique de Marseille                                           | 3 - 1   | Chakhtar Donetsk                                                                   | Stade Vélodrome, Marseille                                                  |                                                                             |
| 21h00 CET       | ( Harit) Aubameyang 23e · ( Aubameyang) Sarr 74e · Kondogbia 81e | (1 - 1) | 12e (pen.) Sudakov                                                                 | Spectateurs : 63 182 Arbitrage : Tobias Stieler Arbitre vidéo : Marco Fritz | Spectateurs : 63 182 Arbitrage : Tobias Stieler Arbitre vidéo : Marco Fritz |
| 21h00 CET       | Gigot 17e                                                        | Rapport | 45e Eguinaldo · 45+3e Konoplia · 58e Matviyenko · 80e Stepanenko · 90+2e Rakitskiy | Spectateurs : 63 182 Arbitrage : Tobias Stieler Arbitre vidéo : Marco Fritz | Spectateurs : 63 182 Arbitrage : Tobias Stieler Arbitre vidéo : Marco Fritz |

## Huitièmes de finale
Les vainqueurs de la phase de groupes de la Ligue Europa, rejoints par les huit équipes vainqueurs des barrages de la phase à élimination directe, participent aux huitièmes de finale de la Ligue Europa.
Deux équipes d'une même association nationale ne peuvent pas se rencontrer en huitièmes de finale. Cette restriction est levée ensuite à partir des quarts de finale. Le tirage au sort a lieu le 23 février 2024 à Nyon. Les huitièmes de finale se jouent le 7 mars pour les matchs aller et le 14 mars pour les matchs retour.
| Vainqueur de groupe             | Vainqueur des barrages |
| ------------------------------- | ---------------------- |
| West Ham United (Grp. A)        | AS Rome                |
| Brighton & Hove Albion (Grp. B) | AC Milan               |
| Rangers FC (Grp. C)             | SC Fribourg            |
| Atalanta Bergame (Grp. D)       | Sporting CP            |
| Liverpool FC (Grp. E)           | SL Benfica             |
| Villarreal CF (Grp. F)          | Qarabağ FK             |
| Slavia Prague (Grp. G)          | Sparta Prague          |
| Bayer Leverkusen (Grp. H)       | Olympique de Marseille |

| Équipe                 | Aller | Total  | Retour | Équipe                 |
| ---------------------- | ----- | ------ | ------ | ---------------------- |
| Sparta Prague          | 1 - 5 | 2 - 11 | 1 - 6  | Liverpool FC           |
| Olympique de Marseille | 4 - 0 | 5 - 3  | 1 - 3  | Villarreal CF          |
| AS Rome                | 4 - 0 | 4 - 1  | 0 - 1  | Brighton & Hove Albion |
| SL Benfica             | 2 - 2 | 3 - 2  | 1 - 0  | Rangers FC             |
| SC Fribourg            | 1 - 0 | 1 - 5  | 0 - 5  | West Ham United        |
| Sporting CP            | 1 - 1 | 2 - 3  | 1 - 2  | Atalanta Bergame       |
| AC Milan               | 4 - 2 | 7 - 3  | 3 - 1  | Slavia Prague          |
| Qarabağ FK             | 2 - 2 | 4 - 5  | 2 - 3  | Bayer Leverkusen       |

| 7 mars 2024 | Sparta Prague           | 1 - 5   | Liverpool FC                                                                                                 | Stade Letná, Prague                                                                       |                                                                                           |
| 18h45 CET   | Bradley 46e (csc)       | (0 - 3) | 6e (pen.) Mac Allister · 25e 45+3e Núñez ( Elliott) ( Mac Allister) · 53e Díaz ( Elliott) · 90+4e Szoboszlai | Spectateurs : 18 349 Arbitrage : José María Sánchez Arbitre vidéo : Juan Martínez Munuera | Spectateurs : 18 349 Arbitrage : José María Sánchez Arbitre vidéo : Juan Martínez Munuera |
| 18h45 CET   | Krejčí 62e · Zelený 73e | Rapport | | Spectateurs : 18 349 Arbitrage : José María Sánchez Arbitre vidéo : Juan Martínez Munuera | Spectateurs : 18 349 Arbitrage : José María Sánchez Arbitre vidéo : Juan Martínez Munuera |

| 14 mars 2024 | Liverpool FC | 6 - 1   | Sparta Prague               | Anfield, Liverpool                                                        |                                                                           |
| 21h00 CET    | ( Szoboszlai) Núñez 7e · ( Salah) Clark 8e · ( Clark) Salah 10e · ( Salah) ( Elliott) Gakpo 14e 55e · ( Salah) Szoboszlai 48e | (4 - 1) | 42e Birmančević ( Preciado) | Spectateurs : 59 581 Arbitrage : Artur Dias Arbitre vidéo : Tiago Martins | Spectateurs : 59 581 Arbitrage : Artur Dias Arbitre vidéo : Tiago Martins |
| 21h00 CET    | Quansah 64e | Rapport |                             | Spectateurs : 59 581 Arbitrage : Artur Dias Arbitre vidéo : Tiago Martins | Spectateurs : 59 581 Arbitrage : Artur Dias Arbitre vidéo : Tiago Martins |

| 7 mars 2024 | Olympique de Marseille                                                           | 4 - 0   | Villarreal CF                                              | Stade Vélodrome, Marseille                                                       |                                                                                  |
| 21h00 CET   | ( Clauss) Veretout 23e · Mosquera 28e (csc) · ( Harit) Aubameyang 43e (pen.) 59e | (3 - 0) |                                                            | Spectateurs : 53 396 Arbitrage : Serdar Gözübüyük Arbitre vidéo : Pol van Boekel | Spectateurs : 53 396 Arbitrage : Serdar Gözübüyük Arbitre vidéo : Pol van Boekel |
| 21h00 CET   | Merlin 13e                                                                       | Rapport | 9e Mandi · 45+1e Comesaña · 52e, 62e A.Moreno · 72e Cuenca | Spectateurs : 53 396 Arbitrage : Serdar Gözübüyük Arbitre vidéo : Pol van Boekel | Spectateurs : 53 396 Arbitrage : Serdar Gözübüyük Arbitre vidéo : Pol van Boekel |

| 14 mars 2024 | Villarreal CF                                                         | 3 - 1   | Olympique de Marseille                                           | Stade de la Cerámica, Vila-real                                             |                                                                             |
| 18h45 CET    | ( Femenía) Capoue 32e · ( Guedes) Sørloth 54e · ( Baena) Mosquera 86e | (0 - 1) | 90+4e Clauss ( Aubameyang)                                       | Spectateurs : 15 378 Arbitrage : István Kovács Arbitre vidéo : Cătălin Popa | Spectateurs : 15 378 Arbitrage : István Kovács Arbitre vidéo : Cătălin Popa |
| 18h45 CET    | Coquelin 19e · Baena 90+2e · Mosquera 90+2e                           | Rapport | 19e Sarr · 48e Ounahi · 69e Merlin · 85e Kondogbia · 90+3e López | Spectateurs : 15 378 Arbitrage : István Kovács Arbitre vidéo : Cătălin Popa | Spectateurs : 15 378 Arbitrage : István Kovács Arbitre vidéo : Cătălin Popa |

| 7 mars 2024 | AS Rome                                                                                        | 4 - 0   | Brighton & Hove Albion      | Stade olympique, Rome                                                             |                                                                                   |
| 18h45 CET   | ( Paredes) Dybala 12e · Lukaku 43e · ( El Shaarawy) Mancini 64e · ( El Shaarawy) Cristante 68e | (2 - 0) |                             | Spectateurs : 64 877 Arbitrage : François Letexier Arbitre vidéo : Jérôme Brisard | Spectateurs : 64 877 Arbitrage : François Letexier Arbitre vidéo : Jérôme Brisard |
| 18h45 CET   | Spinazzola 61e                                                                                 | Rapport | 38e van Hecke · 67e Lamptey | Spectateurs : 64 877 Arbitrage : François Letexier Arbitre vidéo : Jérôme Brisard | Spectateurs : 64 877 Arbitrage : François Letexier Arbitre vidéo : Jérôme Brisard |

| 14 mars 2024 | Brighton & Hove Albion      | 1 - 0   | AS Rome                                                              | Brighton & Hove Community Stadium, Brighton                                   |                                                                               |
| 21h00 CET    | ( Estupiñán) Welbeck 37e    | (1 - 0) |                                                                      | Spectateurs : 30 380 Arbitrage : Felix Zwayer Arbitre vidéo : Bastian Dankert | Spectateurs : 30 380 Arbitrage : Felix Zwayer Arbitre vidéo : Bastian Dankert |
| 21h00 CET    | Lamptey 31e · Estupiñán 41e | Rapport | 12e Mancini · 35e Ndicka · 41e Pellegrini · 45+1e Svilar · 86e Çelik | Spectateurs : 30 380 Arbitrage : Felix Zwayer Arbitre vidéo : Bastian Dankert | Spectateurs : 30 380 Arbitrage : Felix Zwayer Arbitre vidéo : Bastian Dankert |

| 7 mars 2024 | SL Benfica                                | 2 - 2   | Rangers FC                                        | Estádio da Luz, Lisbonne                                                    |                                                                             |
| 21h00 CET   | Di María 45+2e (pen.) · Goldson 67e (csc) | (1 - 2) | 7e Lawrence (Diomande ) · 45+5e Sterling (Silva ) | Spectateurs : 48 579 Arbitrage : Tobias Stieler Arbitre vidéo : Marco Fritz | Spectateurs : 48 579 Arbitrage : Tobias Stieler Arbitre vidéo : Marco Fritz |
| 21h00 CET   | Di María 34e · Bah 72e                    | Rapport | 27e Sterling · 45+2e Butland · 67e Yılmaz         | Spectateurs : 48 579 Arbitrage : Tobias Stieler Arbitre vidéo : Marco Fritz | Spectateurs : 48 579 Arbitrage : Tobias Stieler Arbitre vidéo : Marco Fritz |

| 14 mars 2024 | Rangers FC  | 0 - 1   | SL Benfica            | Ibrox Stadium, Glasgow                                                           |                                                                                  |
| 18h45 CET    |             | (0 - 0) | 66e Silva ( Di María) | Spectateurs : 49 943 Arbitrage : Ivan Kružliak Arbitre vidéo : Christian Dingert | Spectateurs : 49 943 Arbitrage : Ivan Kružliak Arbitre vidéo : Christian Dingert |
| 18h45 CET    | Goldson 55e | Rapport | 90+5e Tengstedt       | Spectateurs : 49 943 Arbitrage : Ivan Kružliak Arbitre vidéo : Christian Dingert | Spectateurs : 49 943 Arbitrage : Ivan Kružliak Arbitre vidéo : Christian Dingert |

| 7 mars 2024 | SC Fribourg                | 1 - 0   | West Ham United | Stadion am Wolfswinkel, Fribourg-en-Brisgau                                                  |                                                                                              |
| 21h00 CET   | ( Sallai) Gregoritsch 81e  | (0 - 0) |                 | Spectateurs : 34 700 Arbitrage : Alejandro Hernández Arbitre vidéo : Carlos del Cerro Grande | Spectateurs : 34 700 Arbitrage : Alejandro Hernández Arbitre vidéo : Carlos del Cerro Grande |
| 21h00 CET   | Sildillia 40e · Sallai 50e | Rapport | 58e Paquetá     | Spectateurs : 34 700 Arbitrage : Alejandro Hernández Arbitre vidéo : Carlos del Cerro Grande | Spectateurs : 34 700 Arbitrage : Alejandro Hernández Arbitre vidéo : Carlos del Cerro Grande |

| 7 mars 2024 | West Ham United                                                                    | 5 - 0   | SC Fribourg | Stade de Londres, Londres                                                      |                                                                                |
| 18h45 CET   | ( Souček) Paquetá 9e · Bowen 32e · ( Bowen) Cresswell 52e · ( Bowen) Kudus 77e 85e | (2 - 0) |             | Spectateurs : 51 014 Arbitrage : Marco Guida Arbitre vidéo : Aleandro Di Paolo | Spectateurs : 51 014 Arbitrage : Marco Guida Arbitre vidéo : Aleandro Di Paolo |
| 18h45 CET   | Cresswell 66e · Álvarez 73e                                                        | Rapport |             | Spectateurs : 51 014 Arbitrage : Marco Guida Arbitre vidéo : Aleandro Di Paolo | Spectateurs : 51 014 Arbitrage : Marco Guida Arbitre vidéo : Aleandro Di Paolo |

| 6 mars 2024 | Sporting CP             | 1 - 1   | Atalanta Bergame                       | Estádio José Alvalade XXI, Lisbonne                                             |                                                                                 |
| 18h45 CET   | ( Trincão) Paulinho 17e | (1 - 1) | 39e Scamacca (Miranchuk )              | Spectateurs : 28 528 Arbitrage : Daniel Siebert Arbitre vidéo : Bastian Dankert | Spectateurs : 28 528 Arbitrage : Daniel Siebert Arbitre vidéo : Bastian Dankert |
| 18h45 CET   | Edwards 36e             | Rapport | 14e Hien · 49e Scalvini · 56e Djimsiti | Spectateurs : 28 528 Arbitrage : Daniel Siebert Arbitre vidéo : Bastian Dankert | Spectateurs : 28 528 Arbitrage : Daniel Siebert Arbitre vidéo : Bastian Dankert |

| 14 mars 2024 | Atalanta Bergame                                   | 2 - 1   | Sporting CP               | Stadio di Bergamo, Bergame                                                 |                                                                            |
| 21h00 CET    | ( Éderson) Lookman 46e · ( Miranchuk) Scamacca 59e | (0 - 1) | 33e Gonçalves ( Gyökeres) | Spectateurs : 14 649 Arbitrage : Sandro Schärer Arbitre vidéo : Fedayi San | Spectateurs : 14 649 Arbitrage : Sandro Schärer Arbitre vidéo : Fedayi San |
| 21h00 CET    | Holm 78e                                           | Rapport |                           | Spectateurs : 14 649 Arbitrage : Sandro Schärer Arbitre vidéo : Fedayi San | Spectateurs : 14 649 Arbitrage : Sandro Schärer Arbitre vidéo : Fedayi San |

| 7 mars 2024 | AC Milan                                                                                      | 4 - 2   | Slavia Prague             | Stade San Siro, Milan                                                          |                                                                                |
| 21h00 CET   | Giroud 34e · ( Florenzi) Reijnders 44e · ( Florenzi) Loftus-Cheek 45+1e · ( Leão) Pulisic 85e | (3 - 1) | 36e Douděra · 65e Schranz | Spectateurs : 59 325 Arbitrage : Halil Umut Meler Arbitre vidéo : Alper Ulusoy | Spectateurs : 59 325 Arbitrage : Halil Umut Meler Arbitre vidéo : Alper Ulusoy |
| 21h00 CET   | Florenzi 2e · Calabria 72e                                                                    | Rapport | 26e Diouf                 | Spectateurs : 59 325 Arbitrage : Halil Umut Meler Arbitre vidéo : Alper Ulusoy | Spectateurs : 59 325 Arbitrage : Halil Umut Meler Arbitre vidéo : Alper Ulusoy |

| 14 mars 2024 | Slavia Prague                                    | 1 - 3   | AC Milan                                                                    | Sinobo Stadium, Prague                                                      |                                                                             |
| 18h45 CET    | ( Zafeiris) Jurásek 84e                          | (0 - 3) | 33e Pulisic ( Leão) · 36e Loftus-Cheek ( Hernandez) · 45+6e Leão ( Pulisic) | Spectateurs : 19 344 Arbitrage : Glenn Nyberg Arbitre vidéo : Dennis Higler | Spectateurs : 19 344 Arbitrage : Glenn Nyberg Arbitre vidéo : Dennis Higler |
| 18h45 CET    | Holeš 20e · Douděra 23e · Tomič 86e · Dorley 89e | Rapport | 44e Tomori · 56e Gabbia · 89e Leão                                          | Spectateurs : 19 344 Arbitrage : Glenn Nyberg Arbitre vidéo : Dennis Higler | Spectateurs : 19 344 Arbitrage : Glenn Nyberg Arbitre vidéo : Dennis Higler |

| 7 mars 2024 | Qarabağ FK                                       | 2 - 2   | Bayer Leverkusen         | Stade Tofiq-Béhramov, Bakou                                                   |                                                                               |
| 18h45 CET   | ( Juninho) Benzia 26e · ( Andrade) Juninho 45+2e | (2 - 0) | 70e Wirtz · 90+2e Schick | Spectateurs : 30 423 Arbitrage : Benoît Bastien Arbitre vidéo : Benoît Millot | Spectateurs : 30 423 Arbitrage : Benoît Bastien Arbitre vidéo : Benoît Millot |
| 18h45 CET   | Juninho 8e                                       | Rapport |                          | Spectateurs : 30 423 Arbitrage : Benoît Bastien Arbitre vidéo : Benoît Millot | Spectateurs : 30 423 Arbitrage : Benoît Bastien Arbitre vidéo : Benoît Millot |

| 14 mars 2024 | Bayer Leverkusen                                                      | 3 - 2   | Qarabağ FK                                     | BayArena, Leverkusen                                                           |                                                                                |
| 21h00 CET    | ( Grimaldo) Frimpong 72e · ( Grimaldo) ( Palacios) Schick 90+3e 90+8e | (0 - 0) | 58e Zoubir ( Andrade) · 67e Juninho ( Vešović) | Spectateurs : 28 500 Arbitrage : Anthony Taylor Arbitre vidéo : Stuart Attwell | Spectateurs : 28 500 Arbitrage : Anthony Taylor Arbitre vidéo : Stuart Attwell |
| 21h00 CET    | Schick 70e                                                            | Rapport | 62e Cafarguliyev · 78e Juninho · 90e Lunyov    | Spectateurs : 28 500 Arbitrage : Anthony Taylor Arbitre vidéo : Stuart Attwell | Spectateurs : 28 500 Arbitrage : Anthony Taylor Arbitre vidéo : Stuart Attwell |

## Quarts de finale
Le tirage au sort des quarts de finale, demi-finales et finale a lieu le 15 mars 2023 à Nyon. Les quarts de finale se jouent le 11 avril pour les matchs aller, et le 18 avril pour les matchs retour.
| Équipe           | Aller | Total             | Retour   | Équipe                 |
| ---------------- | ----- | ----------------- | -------- | ---------------------- |
| AC Milan         | 0 - 1 | 1 - 3             | 1 - 2    | AS Rome                |
| Liverpool FC     | 0 - 3 | 1 - 3             | 1 - 0    | Atalanta Bergame       |
| Bayer Leverkusen | 2 - 0 | 3 - 1             | 1 - 1    | West Ham United        |
| SL Benfica       | 2 - 1 | 2 - 2 (2 - 4 tab) | 0 - 1 ap | Olympique de Marseille |

| 11 avril 2024 | AC Milan                                  | 0 - 1   | AS Rome               | Stade San Siro, Milan                                                          |                                                                                |
| 21h00 CET     |                                           | (0 - 1) | 17e Mancini ( Dybala) | Spectateurs : 75 023 Arbitrage : Clément Turpin Arbitre vidéo : Jérôme Brisard | Spectateurs : 75 023 Arbitrage : Clément Turpin Arbitre vidéo : Jérôme Brisard |
| 21h00 CET     | Pulisic 33e · Adli 63e · Loftus-Cheek 73e | Rapport | 38e Cristante         | Spectateurs : 75 023 Arbitrage : Clément Turpin Arbitre vidéo : Jérôme Brisard | Spectateurs : 75 023 Arbitrage : Clément Turpin Arbitre vidéo : Jérôme Brisard |

| 18 avril 2024 | AS Rome                  | 2 - 1   | AC Milan                                                                        | Stade olympique, Rome                                                                |                                                                                      |
| 21h00 CET     | Mancini 12e · Dybala 22e | (2 - 0) | 86e Gabbia                                                                      | Spectateurs : 66 025 Arbitrage : Szymon Marciniak Arbitre vidéo : Tomasz Kwiatkowski | Spectateurs : 66 025 Arbitrage : Szymon Marciniak Arbitre vidéo : Tomasz Kwiatkowski |
| 21h00 CET     | Çelik 31e                | Rapport | 46e Gabbia · 51e Adli · 78e Jović · 86e Calabria · 90e Tomori · 90+3e Hernandez | Spectateurs : 66 025 Arbitrage : Szymon Marciniak Arbitre vidéo : Tomasz Kwiatkowski | Spectateurs : 66 025 Arbitrage : Szymon Marciniak Arbitre vidéo : Tomasz Kwiatkowski |

| 11 avril 2024 | Liverpool FC | 0 - 3   | Atalanta Bergame                                                          | Anfield, Liverpool                                                             |                                                                                |
| 21h00 CET     |              | (0 - 1) | 38e 61e Scamacca · ( Zappacosta) ( De Ketelaere) · 83e Pašalić ( Éderson) | Spectateurs : 59 004 Arbitrage : Halil Umut Meler Arbitre vidéo : Alper Ulusoy | Spectateurs : 59 004 Arbitrage : Halil Umut Meler Arbitre vidéo : Alper Ulusoy |
| 21h00 CET     |              | Rapport | 25e Hien · 77e Ruggeri                                                    | Spectateurs : 59 004 Arbitrage : Halil Umut Meler Arbitre vidéo : Alper Ulusoy | Spectateurs : 59 004 Arbitrage : Halil Umut Meler Arbitre vidéo : Alper Ulusoy |

| 18 avril 2024 | Atalanta Bergame                              | 0 - 1   | Liverpool FC    | Stadio di Bergamo, Bergame                                                           |                                                                                      |
| 21h00 CET     |                                               | (0 - 1) | 7e (pen.) Salah | Spectateurs : 14 994 Arbitrage : François Letexier Arbitre vidéo : François Letexier | Spectateurs : 14 994 Arbitrage : François Letexier Arbitre vidéo : François Letexier |
| 21h00 CET     | Hien 43e · Koopmeiners 77e · Zappacosta 90+1e | Rapport | 43e Díaz        | Spectateurs : 14 994 Arbitrage : François Letexier Arbitre vidéo : François Letexier | Spectateurs : 14 994 Arbitrage : François Letexier Arbitre vidéo : François Letexier |

| 11 avril 2024 | Bayer Leverkusen                        | 2 - 0   | West Ham United           | BayArena, Leverkusen                                                      |                                                                           |
| 21h00 CET     | Hofmann 83e · ( Hofmann) Boniface 90+1e | (0 - 0) |                           | Spectateurs : 30 210 Arbitrage : Artur Dias Arbitre vidéo : Tiago Martins | Spectateurs : 30 210 Arbitrage : Artur Dias Arbitre vidéo : Tiago Martins |
| 21h00 CET     |                                         | Rapport | 21e Paquetá · 56e Emerson | Spectateurs : 30 210 Arbitrage : Artur Dias Arbitre vidéo : Tiago Martins | Spectateurs : 30 210 Arbitrage : Artur Dias Arbitre vidéo : Tiago Martins |

| 18 avril 2024 | West Ham United                                                             | 1 - 1   | Bayer Leverkusen                                             | Stade de Londres, Londres                                                                   |                                                                                             |
| 21h00 CET     | ( Bowen) Antonio 13e                                                        | (1 - 0) | 89e Frimpong                                                 | Spectateurs : 62 473 Arbitrage : José María Sánchez Arbitre vidéo : Carlos del Cerro Grande | Spectateurs : 62 473 Arbitrage : José María Sánchez Arbitre vidéo : Carlos del Cerro Grande |
| 21h00 CET     | Antonio 31e · Bowen 72e · Coufal 79e · Zouma 79e · Souček 85e · Álvarez 90e | Rapport | 5e Kossounou · 31e Tah · 85e Palacios · 87e Kovář · 89e Adli | Spectateurs : 62 473 Arbitrage : José María Sánchez Arbitre vidéo : Carlos del Cerro Grande | Spectateurs : 62 473 Arbitrage : José María Sánchez Arbitre vidéo : Carlos del Cerro Grande |

| 11 avril 2024 | SL Benfica                                     | 2 - 1   | Olympique de Marseille  | Estádio da Luz, Lisbonne                                                       |                                                                                |
| 21h00 CET     | ( Tengstedt) Silva 16e · ( Neres) Di María 52e | (1 - 0) | 67e Aubameyang ( Harit) | Spectateurs : 53 845 Arbitrage : Michael Oliver Arbitre vidéo : Chris Kavanagh | Spectateurs : 53 845 Arbitrage : Michael Oliver Arbitre vidéo : Chris Kavanagh |
| 21h00 CET     | Neres 18e                                      | Rapport |                         | Spectateurs : 53 845 Arbitrage : Michael Oliver Arbitre vidéo : Chris Kavanagh | Spectateurs : 53 845 Arbitrage : Michael Oliver Arbitre vidéo : Chris Kavanagh |

| 18 avril 2024 | Olympique de Marseille                  | 1 - 0 ap              | SL Benfica                                          | Stade Vélodrome, Marseille                                                    |                                                                               |
| 21h00 CET     | ( Aubameyang) Moumbagna 79e             | (0 - 0, 1 - 0, 1 - 0) |                                                     | Spectateurs : 59 645 Arbitrage : Felix Zwayer Arbitre vidéo : Bastian Dankert | Spectateurs : 59 645 Arbitrage : Felix Zwayer Arbitre vidéo : Bastian Dankert |
| 21h00 CET     | Mbemba 45+2e · Harit 89e · Gigot 89e    | Rapport               | 38e Silva · 60e Di María · 110e Kökçü · 114e Luís · | Spectateurs : 59 645 Arbitrage : Felix Zwayer Arbitre vidéo : Bastian Dankert | Spectateurs : 59 645 Arbitrage : Felix Zwayer Arbitre vidéo : Bastian Dankert |
| 21h00 CET     | Correa · Kondogbia · Balerdi · Henrique | Tirs au but 4 - 2     | Di María · Kökçü · Otamendi · Silva                 | Spectateurs : 59 645 Arbitrage : Felix Zwayer Arbitre vidéo : Bastian Dankert | Spectateurs : 59 645 Arbitrage : Felix Zwayer Arbitre vidéo : Bastian Dankert |

## Demi-finales
Les matchs aller se déroulent le 2 mai, et les matchs retour le 9 mai
| Équipe                 | Aller | Total | Retour | Équipe           |
| ---------------------- | ----- | ----- | ------ | ---------------- |
| Olympique de Marseille | 1 - 1 | 1 - 4 | 0 - 3  | Atalanta Bergame |
| AS Rome                | 0 - 2 | 2 - 4 | 2 - 2  | Bayer Leverkusen |

| 2 mai 2024 | Olympique de Marseille  | 1 - 1   | Atalanta Bergame            | Stade Vélodrome, Marseille                                                  |                                                                             |
| 21h00 CET  | ( Kondogbia) Mbemba 20e | (1 - 1) | 11e Scamacca ( Koopmeiners) | Spectateurs : 64 475 Arbitrage : Daniel Siebert Arbitre vidéo : Marco Fritz | Spectateurs : 64 475 Arbitrage : Daniel Siebert Arbitre vidéo : Marco Fritz |
| 21h00 CET  | Balerdi 69e             | Rapport |                             | Spectateurs : 64 475 Arbitrage : Daniel Siebert Arbitre vidéo : Marco Fritz | Spectateurs : 64 475 Arbitrage : Daniel Siebert Arbitre vidéo : Marco Fritz |

| 9 mai 2024 | Atalanta Bergame                                                   | 3 - 0   | Olympique de Marseille | Stadio di Bergamo, Bergame                                          |                                                                     |
| 21h00 CET  | ( De Ketelaere) Lookman 30e · ( Lookman) Ruggeri 52e · Touré 90+5e | (1 - 0) |                        | Arbitrage : Jesús Gil Manzano Arbitre vidéo : Juan Martínez Munuera | Arbitrage : Jesús Gil Manzano Arbitre vidéo : Juan Martínez Munuera |
| 21h00 CET  | Éderson 47e · de Roon 63e                                          | Rapport |                        | Arbitrage : Jesús Gil Manzano Arbitre vidéo : Juan Martínez Munuera | Arbitrage : Jesús Gil Manzano Arbitre vidéo : Juan Martínez Munuera |

| 2 mai 2024 | AS Rome                                         | 0 - 2   | Bayer Leverkusen                                | Stade olympique, Rome                                                             |                                                                                   |
| 21h00 CET  |                                                 | (0 - 1) | 28e Wirtz ( Grimaldo) · 73e Andrich ( Stanišić) | Spectateurs : 64 073 Arbitrage : François Letexier Arbitre vidéo : Jérôme Brisard | Spectateurs : 64 073 Arbitrage : François Letexier Arbitre vidéo : Jérôme Brisard |
| 21h00 CET  | Pellegrini 30e · Spinazzola 75e · Cristante 78e | Rapport | 16e Tah · 75e Xhaka · 76e Andrich               | Spectateurs : 64 073 Arbitrage : François Letexier Arbitre vidéo : Jérôme Brisard | Spectateurs : 64 073 Arbitrage : François Letexier Arbitre vidéo : Jérôme Brisard |

| 9 mai 2024 | Bayer Leverkusen                            | 2 - 2   | AS Rome                                                   | BayArena, Leverkusen                                     |                                                          |
| 21h00 CET  | Mancini 82e (csc) · ( Xhaka) Stanišić 90+7e | (0 - 1) | 43e (pen.) 66e (pen.) Paredes                             | Arbitrage : Danny Makkelie Arbitre vidéo : Rob Dieperink | Arbitrage : Danny Makkelie Arbitre vidéo : Rob Dieperink |
| 21h00 CET  | Tapsoba 20e · Tah 42e · Wirtz 90e           | Rapport | 20e Mancini · 21e Pellegrini · 27e Paredes · 29e Zalewski | Arbitrage : Danny Makkelie Arbitre vidéo : Rob Dieperink | Arbitrage : Danny Makkelie Arbitre vidéo : Rob Dieperink |

## Finale
La finale se déroule le 22 mai 2024 au Dublin Arena de Dublin en Irlande.
| Équipe           | Score | Équipe           |
| ---------------- | ----- | ---------------- |
| Atalanta Bergame | 3 - 0 | Bayer Leverkusen |

## Tableau final
|  | Huitièmes de finale    | Huitièmes de finale    | Huitièmes de finale    | Huitièmes de finale    |                        |                        | Quarts de finale | Quarts de finale | Quarts de finale | Quarts de finale |  |  | Demi-finales | Demi-finales | Demi-finales | Demi-finales |  |  | Finale                             | Finale | Finale | Finale |
|  |                        |                        |                        |                        |                        |                        |                  |                  |                  |                  |  |  |              |              |              |              |  |  |                                    |        |        |        |
|  |                        |                        |                        |                        |                        |                        |                  |                  |                  |                  |  |  |              |              |              |              |  |  | 22 mai 2024 - Dublin Arena, Dublin |        |        |        |
|  | SL Benfica             | SL Benfica             | 2                      | 1                      |                        |                        |                  |                  |                  |                  |  |  |              |              |              |              |  |  |                                    |        |        |        |
|  | SL Benfica             | SL Benfica             | 2                      | 1                      |                        |                        |                  |                  |                  |                  |  |  |              |              |              |              |  |  |                                    |        |        |        |
|  | Rangers FC             | Rangers FC             | 2                      | 0                      |                        |                        |                  |                  |                  |                  |  |  |              |              |              |              |  |  |                                    |        |        |        |
|  | Rangers FC             | Rangers FC             | 2                      | 0                      | SL Benfica             | SL Benfica             | 2                | 0 ap(2)          |                  |                  |  |  |              |              |              |              |  |  |                                    |        |        |        |
|  |                        |                        |                        |                        | SL Benfica             | SL Benfica             | 2                | 0 ap(2)          |                  |                  |  |  |              |              |              |              |  |  |                                    |        |        |        |
|  |                        |                        | Olympique de Marseille | Olympique de Marseille | 1                      | 1 tab(4)               |                  |                  |                  |                  |  |  |              |              |              |              |  |  |                                    |        |        |        |
|  | Olympique de Marseille | Olympique de Marseille | Olympique de Marseille | Olympique de Marseille | 1                      | 1 tab(4)               | 4                | 1                |                  |                  |  |  |              |              |              |              |  |  |                                    |        |        |        |
|  | Olympique de Marseille | Olympique de Marseille |                        |                        |                        |                        |                  | 1                |                  |                  |  |  |              |              |              |              |  |  |                                    |        |        |        |
|  | Villarreal CF          | Villarreal CF          | 0                      | 3                      |                        |                        |                  |                  |                  |                  |  |  |              |              |              |              |  |  |                                    |        |        |        |
|  | Villarreal CF          | Villarreal CF          | 0                      | 3                      | Olympique de Marseille | Olympique de Marseille | 1                | 0                |                  |                  |  |  |              |              |              |              |  |  |                                    |        |        |        |
|  |                        |                        |                        |                        | Olympique de Marseille | Olympique de Marseille | 1                | 0                |                  |                  |  |  |              |              |              |              |  |  |                                    |        |        |        |
|  |                        |                        | Atalanta Bergame       | Atalanta Bergame       | 1                      | 3                      |                  |                  |                  |                  |  |  |              |              |              |              |  |  |                                    |        |        |        |
|  | Sparta Prague          | Sparta Prague          | Atalanta Bergame       | Atalanta Bergame       | 1                      | 3                      | 1                | 1                |                  |                  |  |  |              |              |              |              |  |  |                                    |        |        |        |
|  | Sparta Prague          | Sparta Prague          |                        |                        |                        |                        |                  | 1                |                  |                  |  |  |              |              |              |              |  |  |                                    |        |        |        |
|  | Liverpool FC           | Liverpool FC           | 5                      | 6                      |                        |                        |                  |                  |                  |                  |  |  |              |              |              |              |  |  |                                    |        |        |        |
|  | Liverpool FC           | Liverpool FC           | 5                      | 6                      | Liverpool FC           | Liverpool FC           | 0                | 1                |                  |                  |  |  |              |              |              |              |  |  |                                    |        |        |        |
|  |                        |                        |                        |                        | Liverpool FC           | Liverpool FC           | 0                | 1                |                  |                  |  |  |              |              |              |              |  |  |                                    |        |        |        |
|  |                        |                        | Atalanta Bergame       | Atalanta Bergame       | 3                      | 0                      |                  |                  |                  |                  |  |  |              |              |              |              |  |  |                                    |        |        |        |
|  | Sporting CP            | Sporting CP            | Atalanta Bergame       | Atalanta Bergame       | 3                      | 0                      | 1                | 1                |                  |                  |  |  |              |              |              |              |  |  |                                    |        |        |        |
|  | Sporting CP            | Sporting CP            |                        |                        |                        |                        |                  | 1                |                  |                  |  |  |              |              |              |              |  |  |                                    |        |        |        |
|  | Atalanta Bergame       | Atalanta Bergame       | 1                      | 2                      |                        |                        |                  |                  |                  |                  |  |  |              |              |              |              |  |  |                                    |        |        |        |
|  | Atalanta Bergame       | Atalanta Bergame       | 1                      | 2                      | Atalanta Bergame       | Atalanta Bergame       | 3                | 3                |                  |                  |  |  |              |              |              |              |  |  |                                    |        |        |        |
|  |                        |                        |                        |                        | Atalanta Bergame       | Atalanta Bergame       | 3                | 3                |                  |                  |  |  |              |              |              |              |  |  |                                    |        |        |        |
|  |                        |                        | Bayer Leverkusen       | Bayer Leverkusen       | 0                      | 0                      |                  |                  |                  |                  |  |  |              |              |              |              |  |  |                                    |        |        |        |
|  | AC Milan               | AC Milan               | Bayer Leverkusen       | Bayer Leverkusen       | 0                      | 0                      | 4                | 3                |                  |                  |  |  |              |              |              |              |  |  |                                    |        |        |        |
|  | AC Milan               | AC Milan               |                        |                        |                        |                        |                  | 3                |                  |                  |  |  |              |              |              |              |  |  |                                    |        |        |        |
|  | Slavia Prague          | Slavia Prague          | 2                      | 1                      |                        |                        |                  |                  |                  |                  |  |  |              |              |              |              |  |  |                                    |        |        |        |
|  | Slavia Prague          | Slavia Prague          | 2                      | 1                      | AC Milan               | AC Milan               | 0                | 1                |                  |                  |  |  |              |              |              |              |  |  |                                    |        |        |        |
|  |                        |                        |                        |                        | AC Milan               | AC Milan               | 0                | 1                |                  |                  |  |  |              |              |              |              |  |  |                                    |        |        |        |
|  |                        |                        | AS Rome                | AS Rome                | 1                      | 2                      |                  |                  |                  |                  |  |  |              |              |              |              |  |  |                                    |        |        |        |
|  | AS Rome                | AS Rome                | AS Rome                | AS Rome                | 1                      | 2                      | 4                | 0                |                  |                  |  |  |              |              |              |              |  |  |                                    |        |        |        |
|  | AS Rome                | AS Rome                |                        |                        |                        |                        |                  | 0                |                  |                  |  |  |              |              |              |              |  |  |                                    |        |        |        |
|  | Brighton & Hove Albion | Brighton & Hove Albion | 0                      | 1                      |                        |                        |                  |                  |                  |                  |  |  |              |              |              |              |  |  |                                    |        |        |        |
|  | Brighton & Hove Albion | Brighton & Hove Albion | 0                      | 1                      | AS Rome                | AS Rome                | 0                | 2                |                  |                  |  |  |              |              |              |              |  |  |                                    |        |        |        |
|  |                        |                        |                        |                        | AS Rome                | AS Rome                | 0                | 2                |                  |                  |  |  |              |              |              |              |  |  |                                    |        |        |        |
|  |                        |                        | Bayer Leverkusen       | Bayer Leverkusen       | 2                      | 2                      |                  |                  |                  |                  |  |  |              |              |              |              |  |  |                                    |        |        |        |
|  | Qarabağ FK             | Qarabağ FK             | Bayer Leverkusen       | Bayer Leverkusen       | 2                      | 2                      | 2                | 2                |                  |                  |  |  |              |              |              |              |  |  |                                    |        |        |        |
|  | Qarabağ FK             | Qarabağ FK             |                        |                        |                        |                        |                  | 2                |                  |                  |  |  |              |              |              |              |  |  |                                    |        |        |        |
|  | Bayer Leverkusen       | Bayer Leverkusen       | 2                      | 3                      |                        |                        |                  |                  |                  |                  |  |  |              |              |              |              |  |  |                                    |        |        |        |
|  | Bayer Leverkusen       | Bayer Leverkusen       | 2                      | 3                      | Bayer Leverkusen       | Bayer Leverkusen       | 2                | 1                |                  |                  |  |  |              |              |              |              |  |  |                                    |        |        |        |
|  |                        |                        |                        |                        | Bayer Leverkusen       | Bayer Leverkusen       | 2                | 1                |                  |                  |  |  |              |              |              |              |  |  |                                    |        |        |        |
|  |                        |                        | West Ham United        | West Ham United        | 0                      | 1                      |                  |                  |                  |                  |  |  |              |              |              |              |  |  |                                    |        |        |        |
|  | SC Fribourg            | SC Fribourg            | West Ham United        | West Ham United        | 0                      | 1                      | 1                | 0                |                  |                  |  |  |              |              |              |              |  |  |                                    |        |        |        |
|  | SC Fribourg            | SC Fribourg            |                        |                        |                        |                        |                  | 0                |                  |                  |  |  |              |              |              |              |  |  |                                    |        |        |        |
|  | West Ham United        | West Ham United        | 0                      | 5                      |                        |                        |                  |                  |                  |                  |  |  |              |              |              |              |  |  |                                    |        |        |        |
|  | West Ham United        | West Ham United        | 0                      | 5                      |                        |                        |                  |                  |                  |                  |  |  |              |              |              |              |  |  |                                    |        |        |        |
|  |                        |                        |                        |                        |                        |                        |                  |                  |                  |                  |  |  |              |              |              |              |  |  |                                    |        |        |        |